# Clypeaster

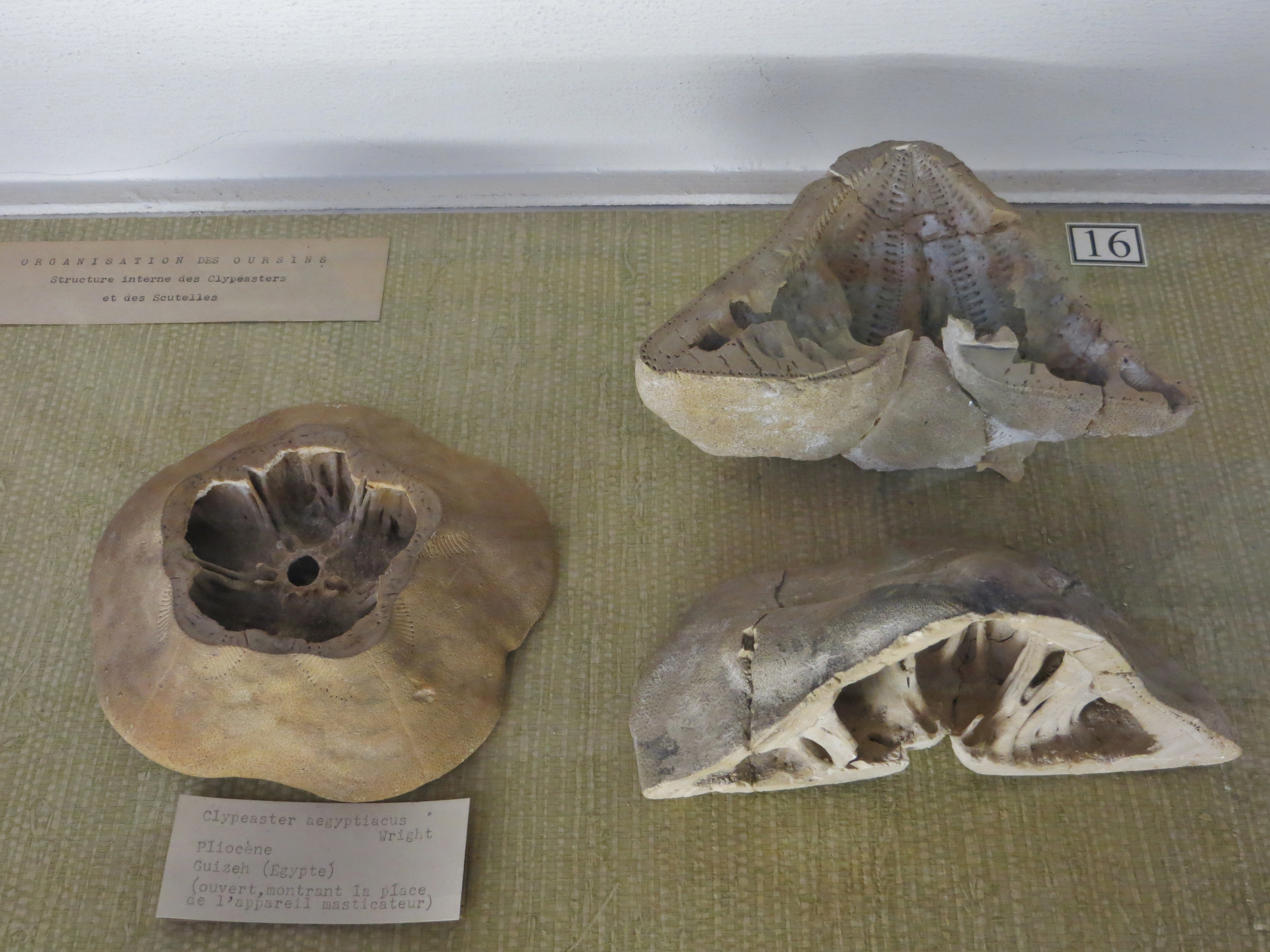
Clypeaster aegyptiacus

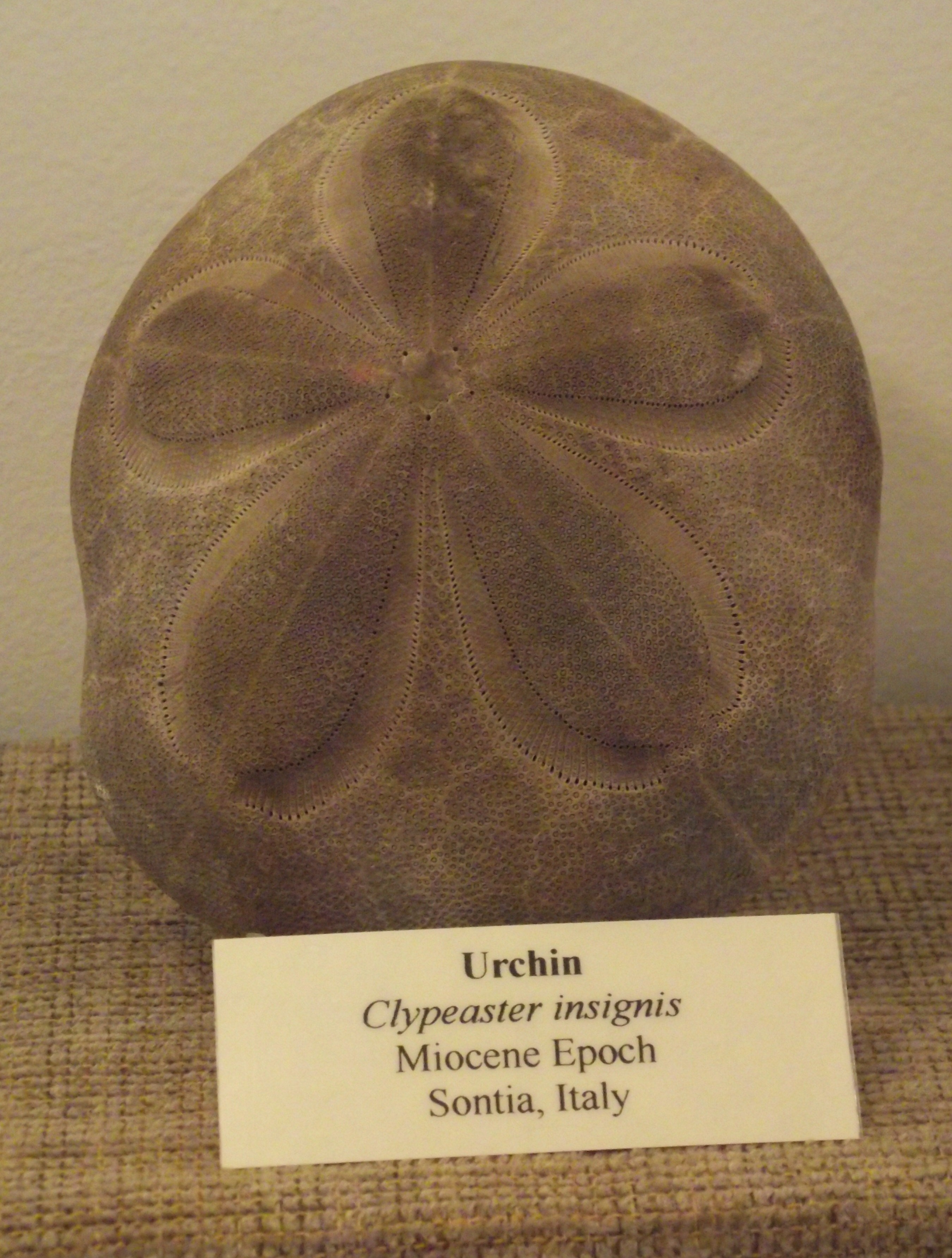
Clypeaster insignis

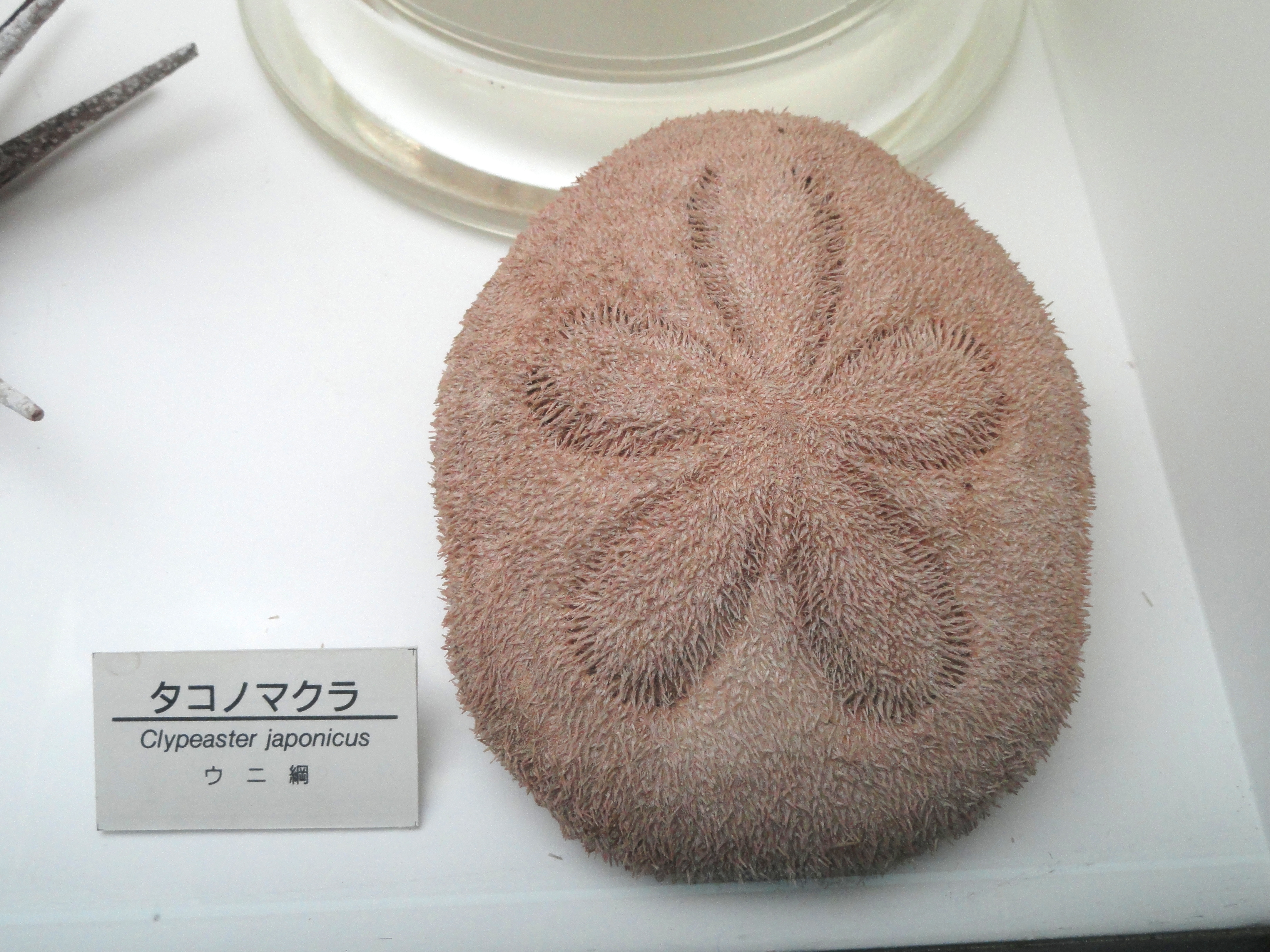
Clypeaster japonicus

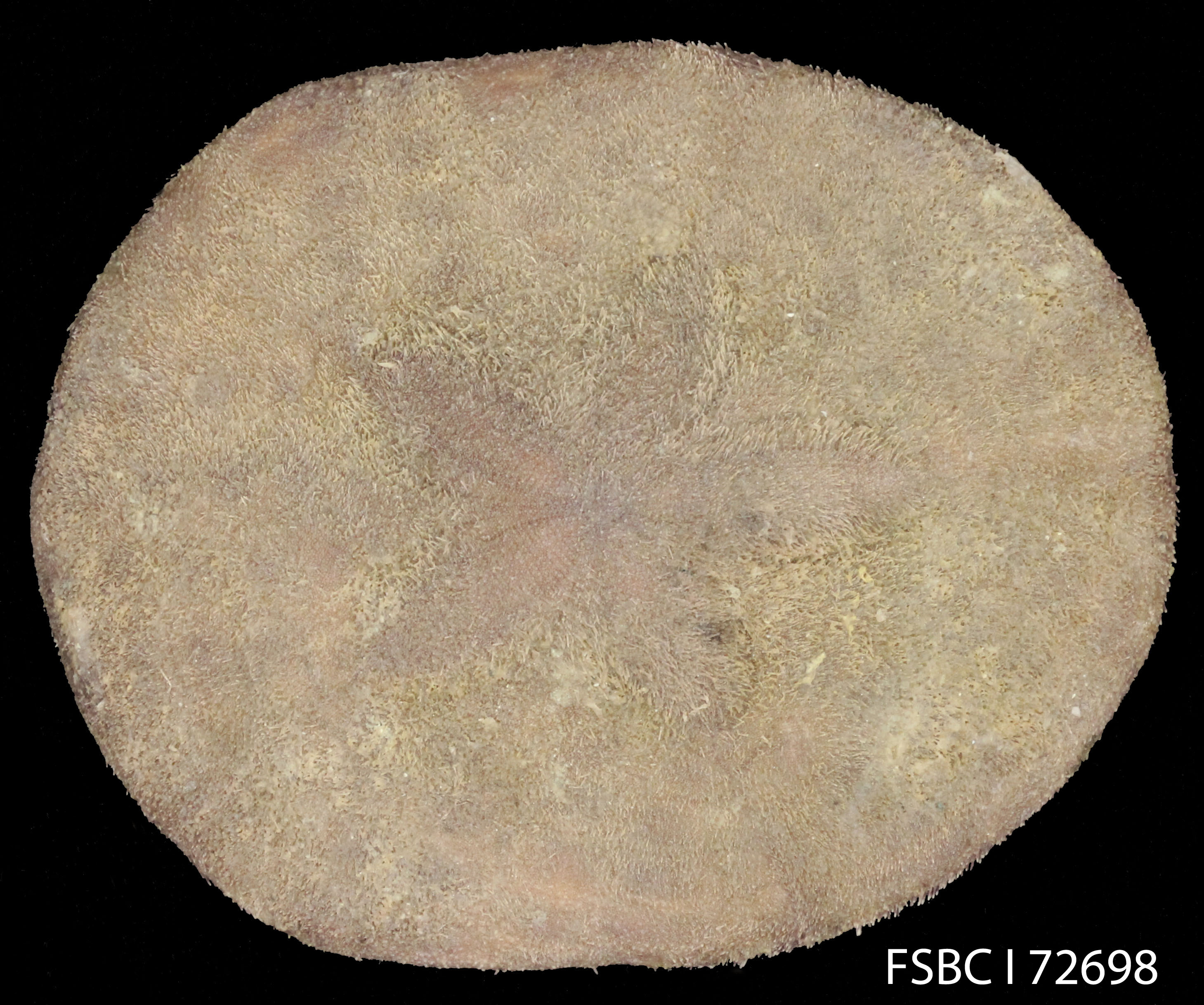
Clypeaster luetkeni

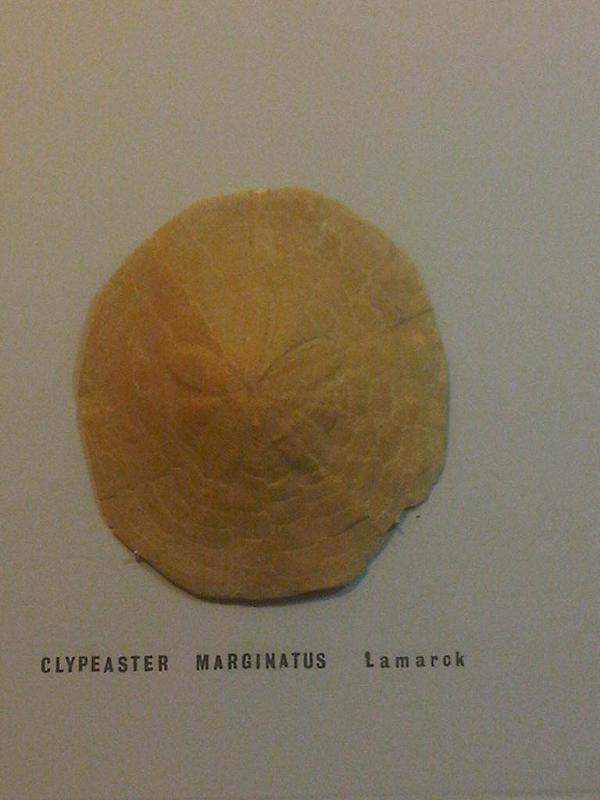
Clypeaster marinanus

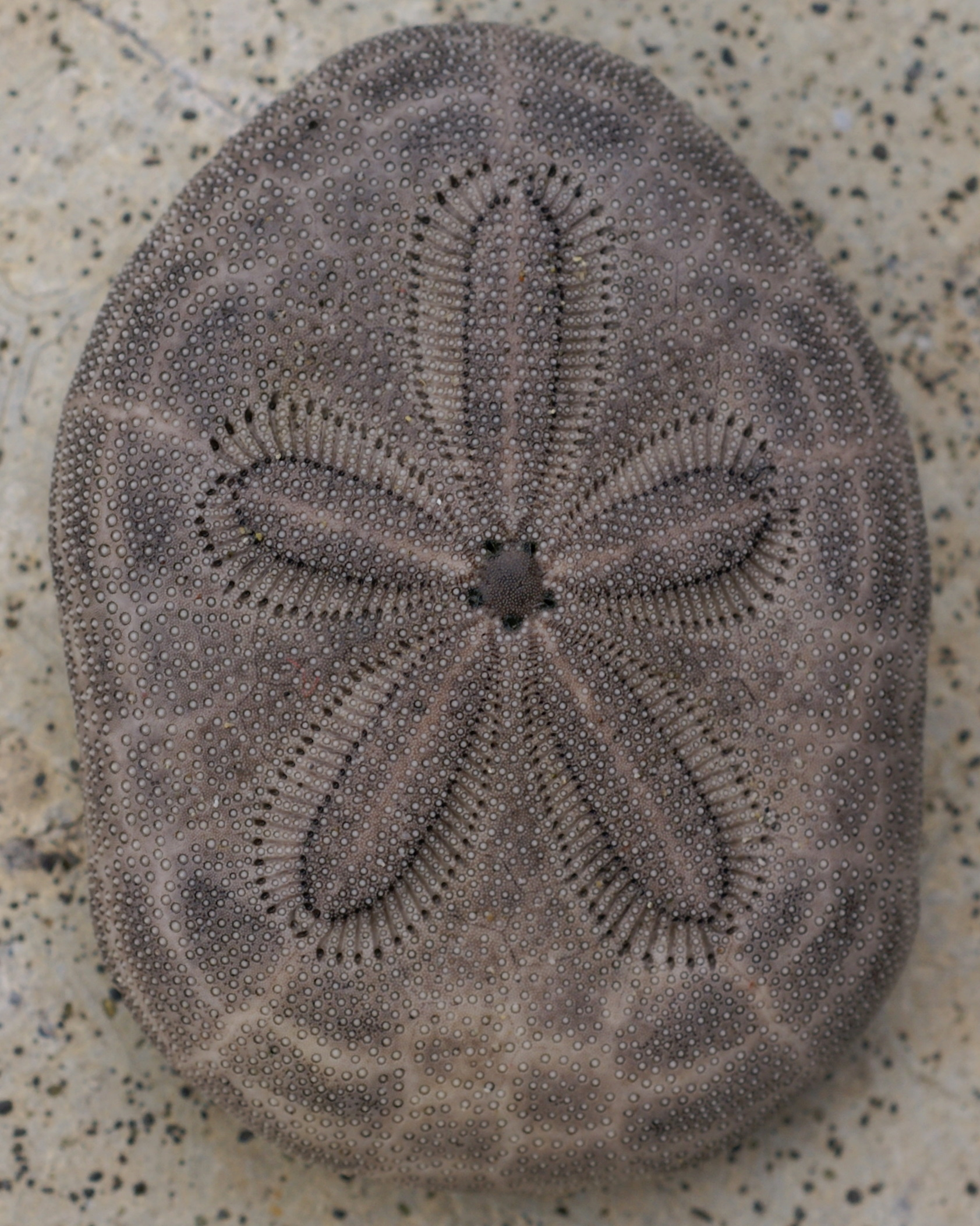
Clypeaster reticulatus

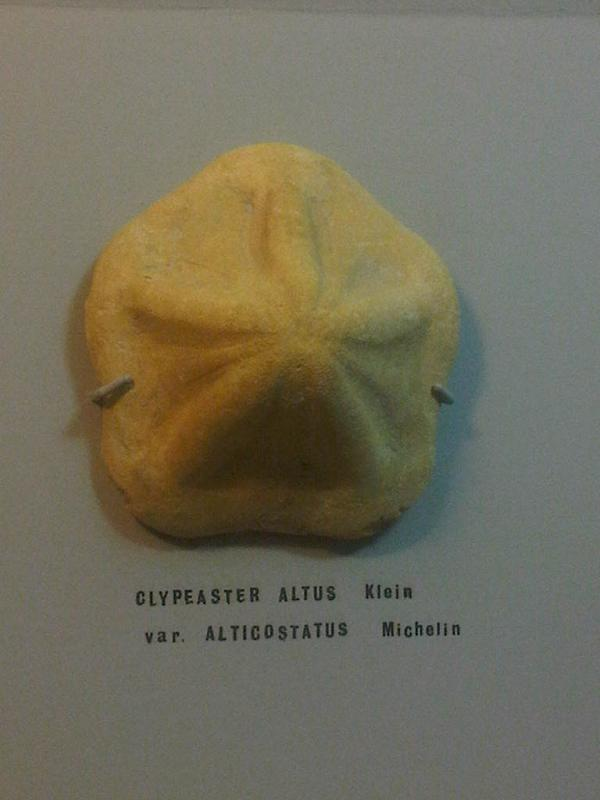
Clypeaster sanchezi

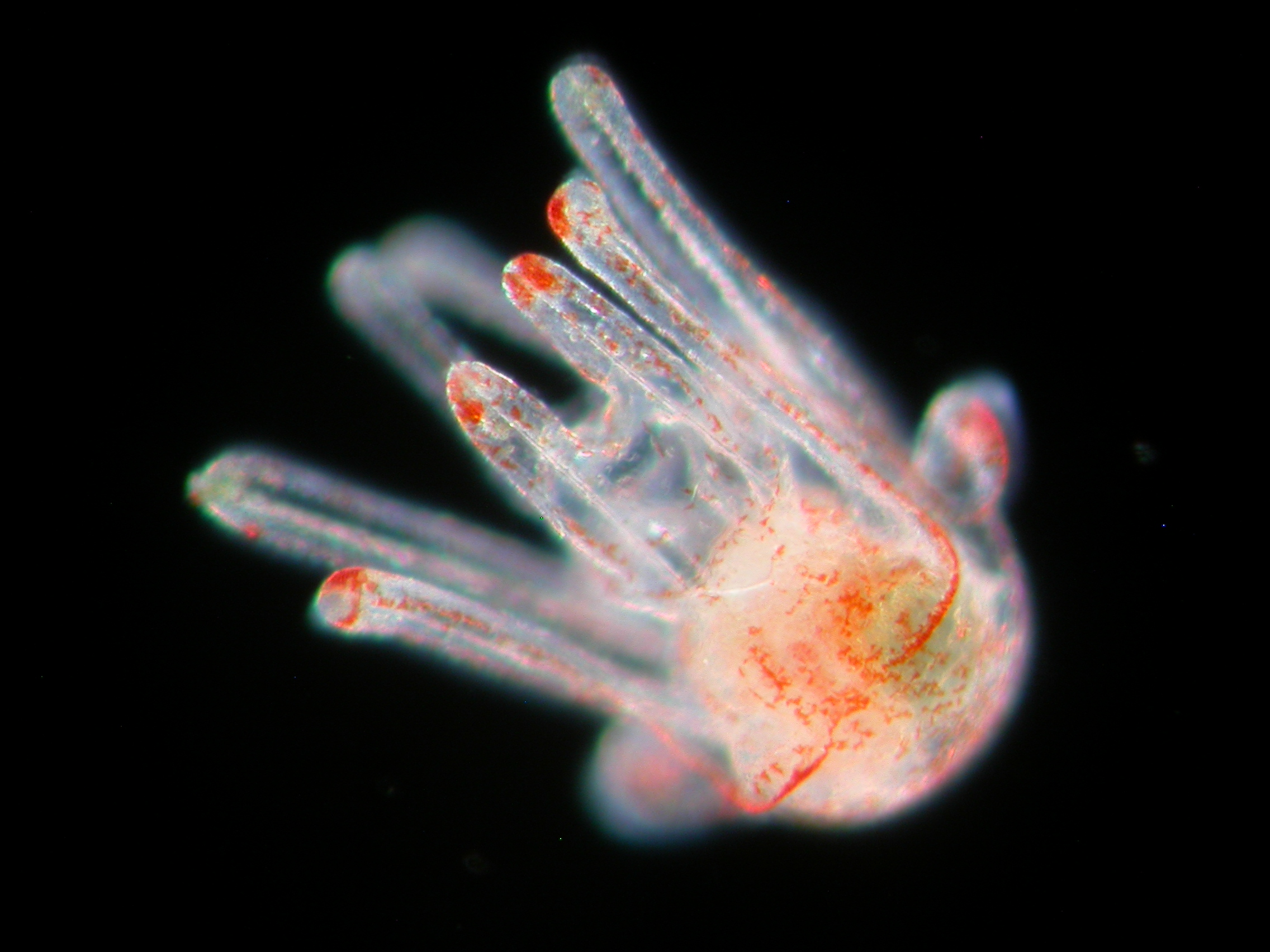
Clypeaster subdepressus lárva

A Clypeaster a tengerisünök (Echinoidea) osztályának Clypeasteroida rendjébe, ezen belül a Clypeasteridae családjába tartozó nem. 2022-ben jelölték a 2023-as év ősmaradványának a Ginkgoites ősi páfrányfenyővel és a borostyánokkal egyetemben, de a borostyánok kerültek ki győztesen a szavazásból.

## Rendszerezés
A nembe az alábbi 122 faj tartozik; ezekből 81 fosszilis:
- †Clypeaster abruptus Sánchez Roig, 1926 - miocén
- †Clypeaster aciadatus Checchia-Rispoli, 1925 - miocén
- †Clypeaster aegyptiacus Michelin, 1863 - miocén
- †Clypeaster aichinoi Checchia-Rispoli, 1925 - miocén
- Clypeaster aloysioi (Brito, 1959)
- Clypeaster amplificatus Koehler, 1922
- Clypeaster annandalei Koehler, 1922
- Clypeaster australasiae (Gray, 1851)
- †Clypeaster blumenthali Lambert & Jeannet, 1928 - pliocén
- †Clypeaster borgesi Lambert, 1934 - miocén
- †Clypeaster brevipetalus Martin, in Jeannet & Martin, 1937 - pliocén
- †Clypeaster brodermanni Sánchez Roig, 1949 - késő oligocén
- †Clypeaster calzadai Via & Padreny, 1970 - késő eocén
- †Clypeaster campanulatus (Schlotheim, 1820) - neogén
- †Clypeaster canimarensis Palmer, in Sánchez Roig, 1949 - pleisztocén
- †Clypeaster cermenatii Checchia-Rispoli, 1925 - miocén
- †Clypeaster cerullii Checchia-Rispoli, 1925 - miocén
- Clypeaster chesheri Serafy, 1970
- †Clypeaster chiapasensis Mullerried, 1951 - paleocén
- †Clypeaster cipollae Checchia-Rispoli, 1925 - miocén
- †Clypeaster concavus Cotteau, 1875 - miocén
- †Clypeaster cortesei Checchia-Rispoli, 1925 - miocén
- †Clypeaster crassus Kier, 1963 - késő miocén
- †Clypeaster cremai Checchia-Rispoli, 1929 - középső miocén
- Clypeaster cyclopilus H.L. Clark, 1941
- †Clypeaster dalpiazi Socin, 1942 - oligocén - miocén
- †Clypeaster defiorei Checchia-Rispoli, 1940 - miocén
- †Clypeaster densus Sánchez Roig, 1949 - késő oligocén
- Clypeaster durandi (Cherbonnier, 1959)
- †Clypeaster egregins - az idetartozása kérdéses; középső miocén
- †Clypeaster elevatus Sánchez Roig, 1949 - kora miocén
- Clypeaster elongatus H.L. Clark, 1948
- †Clypeaster epianthus Meznerics, 1941 - miocén
- Clypeaster euclastus H.L. Clark, 1941
- Clypeaster europacificus H.L. Clark, 1914
- Clypeaster eurychorius H.L. Clark, 1925
- †Clypeaster eurychorus Arnold & H. L. Clark, 1934 - harmadidőszak
- Clypeaster eurypetalus H.L. Clark, 1925
- Clypeaster fervens Koehler, 1922
- †Clypeaster franchii Checchia-Rispoli, 1925 - miocén
- †Clypeaster garganicus Checchia-Rispoli, 1938 - középső miocén
- †Clypeaster guadalupense Sánchez Roig, 1952 - késő oligocén
- †Clypeaster guillermi Sánchez Roig, 1952 - késő oligocén
- †Clypeaster henjamensis Clegg, 1933 - miocén
- †Clypeaster hernandezi Sánchez Roig, 1949 - késő oligocén
- †Clypeaster herrerae Lambert, in Sánchez Roig, 1926 - kora miocén
- Clypeaster humilis (Leske, 1778)
- †Clypeaster insignis Seguenza, 1880 - középső miocén
- †Clypeaster intermedius Des Moulins, 1837 - kainozoikum
- Clypeaster isolatus Serafy, 1971
- Clypeaster japonicus Döderlein, 1885
- †Clypeaster julii Roman, 1952 - miocén
- †Clypeaster kemencensis Meznerics, 1941 - miocén
- Clypeaster kieri Pawson & Phelan, 1979
- †Clypeaster kugleri Jeannet, 1928 - középső miocén
- †Clypeaster lamegoi Marchesini Santos, 1958 - miocén
- Clypeaster lamprus H.L. Clark, 1914
- †Clypeaster latirostris Michelin, 1861 - kora miocén
- Clypeaster latissimus (Lamarck, 1816)
- Clypeaster leptostracon A. Agassiz & H.L. Clark, 1907
- †Clypeaster libycus Desio, 1929 - miocén
- †Clypeaster lopezriosi Sánchez Roig, 1953 - kora oligocén
- Clypeaster luetkeni Mortensen, 1948
- Clypeaster lytopetalus A. Agassiz & H.L. Clark, 1907
- †Clypeaster malumbangensis Israelsky, 1933 - pliocén
- †Clypeaster maribonensis Sánchez Roig, 1949 - késő oligocén vagy pleisztocén
- †Clypeaster marinanus Jackson, 1937 - oligocén
- †Clypeaster marquerensis Durham, 1950 - késő pliocén
- †Clypeaster maulwarensis Clegg, 1933 - miocén
- †Clypeaster microstomus Lambert, 1912 - kainozoikum
- †Clypeaster millosevichi Checchia-Rispoli, 1923 - középső miocén
- Clypeaster miniaceus H.L. Clark, 1925
- †Clypeaster minihagali Deraniyagala, 1956 - miocén
- †Clypeaster moianensis Via & Padreny, 1970 - késő eocén
- †Clypeaster mombasanus Currie, 1938 - pliocén
- †Clypeaster moronensis Sánchez Roig, 1951 - oligocén - miocén
- †Clypeaster mutellensis - az idetartozása kérdéses; miocén
- †Clypeaster novaresei Checchia-Rispoli, 1925 - középső miocén
- Clypeaster nummus Mortensen, 1948
- Clypeaster ochrus H.L. Clark, 1914
- †Clypeaster okinawa Cooke, 1954 - pliocén
- Clypeaster oliveirai Krau, 1952
- Clypeaster oshimensis Ikeda, 1935
- †Clypeaster ovatus Palmer, in Sánchez Roig, 1949 - késő oligocén
- Clypeaster pallidus H.L. Clark, 1914
- †Clypeaster palmeri Sánchez Roig, 1949 - kora miocén
- †Clypeaster patae Imbesi Smedile, 1958 - középső miocén
- Clypeaster pateriformis Mortensen, 1948
- †Clypeaster paulinoi Marchesini Santos, 1958 - miocén
- †Clypeaster pileus Israelsky, 1924 - késő oligocén
- †Clypeaster pinarensis Lambert & Sánchez Roig, 1934 - oligocén - kora miocén
- †Clypeaster planus Sánchez Roig, 1949 - késő oligocén
- †Clypeaster polygonalis Sánchez Roig, 1949 - késő oligocén - kora miocén
- †Clypeaster profundus Sánchez Roig, 1949 - késő oligocén
- Clypeaster prostratus Ravenel, 1848
- †Clypeaster pulchellus Checchia-Rispoli, 1925 - miocén
- Clypeaster rangianus Desmoulins, 1835
- Clypeaster rarispinus de Meijere, 1903
- Clypeaster ravenelii (A. Agassiz, 1869)
- Clypeaster reticulatus (Linnaeus, 1758)
- †Clypeaster revellei Durham, 1950 - középső pliocén
- †Clypeaster romani Kier, 1964 - késő miocén
- Clypeaster rosaceus (Linnaeus, 1758) - típusfaj
- Clypeaster rotundus (A. Agassiz, 1863)
- †Clypeaster saipanicus Cooke, 1957 - miocén
- †Clypeaster sanchezi Lambert, in Sánchez Roig, 1926 - késő oligocén
- †Clypeaster sandovali Sánchez Roig, 1949 - késő oligocén
- †Clypeaster sanrafaelensis Palmer, in Sánchez Roig, 1949 - késő oligocén
- Clypeaster speciosus Verrill, 1870
- Clypeaster subdepressus (Gray, 1825)
- †Clypeaster tariccoi Checchia-Rispoli, 1923 - középső miocén
- †Clypeaster tavanii Imbesi Smedile, 1958 - középső miocén
- Clypeaster telurus H.L. Clark, 1914
- †Clypeaster tenuicoronae Palmer, in Sánchez Roig, 1949 - középső oligocén - késő oligocén
- †Clypeaster topilanus Jackson, 1937 - oligocén
- †Clypeaster trevisani Imbesi Smedile, 1958 - középső miocén
- †Clypeaster tumescens Imbesi Smedile, 1958 - középső miocén
- Clypeaster tumidus (Tension-Woods, 1878)
- †Clypeaster tyrrenicus Checchia-Rispoli, 1925 - miocén
- †Clypeaster vasatensis Lambert, 1928 - kora miocén
- Clypeaster virescens Döderlein, 1885
- †Clypeaster zamboninii Checchia-Rispoli, 1925 - miocén